# محمود شاطریان
محمود شاطریان (زاده ۱۳۲۳ تبریز - درگذشت ۱۳۸۵ تبریز) آهنگساز، نوازنده و استاد تار بود. محمود شاطریان نقش بسیار مهمی در زنده ماندن و حفظ موسیقی آذربایجانی در ایران داشت. همچنین وی از فعالان در ارکستر رادیو و تلویزیون بود.
وی پس از یک بیماری چند ماهه در سال ۱۳۸۵ با مشکلاتی جسمی روبرو شده و در بامداد ۳۱ شهریور ۱۳۸۵ درگذشت.
محمود شاطریان
محمود شاطریان (زاده ۱۹۴۴ تبریز - درگذشت ۲۰۰۶ تبریز) آهنگساز، نوازنده و استاد تار بود. محمود شاطریان نقش بسیار مهمی در زنده ماندن و حفظ موسیقی آذربایجانی در ایران داشت. همچنین وی از فعالان در ارکستر رادیو و تلویزیون بود. استاد از جوانی نزد استاد عیسی خان باربد و سپس استاد عبدل آقا یزدانی به آموزش تار آذربایجانی پرداخت. در سال‌های جوانی و قبل از انقلاب در گروه‌های گوناگونی به نوازندگی پرداخت که از مهم‌ترین آن‌ها می‌توان به ارکستر فرهنگ و هنر به رهبری آساتور صفریان و رادیو تلویزیون تبریز همراه با بزرگانی چون استاد بیگجه خانی اشاره نمود. بعد از انقلاب و ممنوعیتهای وسیع در حوزه موسیقی استاد مدتی با گروهی همکاری نکرده و سپس به مدت دو سال به ترکیه مهاجرت نمود و در گروه‌های مختلفی مشغول به کار شد. از دوران اجراهای چشمگیری به یادگار مانده است. بعد از بازگشت به تبریز در اوایل سال 1360 به امر آموزش موسیقی اهتمام ورزید و در خانه شخصی اش به آموزش مبادرت ورزید و تقریباً موزیسینهای نسل اول بعد از انقلاب را پرورش داد. با اعلام آزادی موسیقی در سال 1366 استاد اولین آموزشگاه تعلیم موسیقی را در آذربایجان ایران بنیان‌گذاری نمود که این آموزشگاه هم‌اکنون نیز از سوی فرزند استاد اداره می‌شود. از میان شاگردان نسل اول ایشان می‌توان به استاد حیدر علی هادی،آیدین شاطریان، اکبر شریفی، دکتر رضا حسینی بقانام، شهریار صدیق، وحید حسینی، پرویز عرب و غیره اشاره نمود. ایشان اولین ارکستر نوجوانان صدا و سیمای تبریز را بنیان‌گذاری و رهبری نمود. در سال 1370 اولین ارکستر دختران آذبایجان ایران را بنیان نهاد. اکثر شاگردان ایشان از بهترین نوازنده‌های ایران و آذربایجان بوده و در مراکز آموزشی مشغول تعلیم موزیسینهای جوان می‌باشند. به غیر از نوازندگی شخصیت معلمی استاد به خصوص توجه ویژه ای که ایشان به آموزش آکادمیک موسیقی داشتند، وجه ممیزه ایشان بود. از ایشان اهنگهای زیبایی همچون ائینالی، ساوالان، آتاجان، گوزل قونچه لر به یادگار مانده است. شاید به گزاف نگفته باشیم که نسل امروز موسیقی آذربایجان ایران تا حد زیادی مدیون تلاشهای ایشان و نگاه آکادمیک ایشان نسبت به موسیقی می‌باشد. استاد پس از یک بیماری چند ماهه در سال 1385 با مشکلاتی جسمی روبرو شده و در بامداد 31 شهریور 1385 دار فانی را وداع گفته و شاگردانش را تنها گذاشت. از ایشان سه فرزند به نام‌های مرحوم لاله، استاد آیدین شاطریان و سهند شاطریان به یادگار مانده است.
تار و بخشی از وسایل شخصی ایشان در موزه شهرداری تبریز نگهداری می‌شود.
.